# Julius Erving
Julius Winfield Erving II  (East Meadow, New York, SAD, 22. veljače 1950.) je bivši američki košarkaš.
Studirao je na Massachussetskom sveučilištu u Amherstu, za čiju je momčad igrao. Milwaukee Bucksi su ga 1972. izabrali na draftu u 1. krugu. Bio je 12. po redu izabrani igrač.

## Vanjske poveznice
- NBA.com